# Same Damn Life
«Same Damn Life» es una canción de la banda sudafricana de metal alternativo Seether. Fue lanzado el 16 de septiembre de 2014 como el segundo sencillo de su sexto álbum de estudio Isolate and Medicate (2014). El riff de apertura de la canción es idéntico a los acordes iniciales del éxito de Little Peggy de marzo de 1963, "I Will Follow Him".

## Posicionamiento en lista
| Lista (2014–15)                               | Posición |
| --------------------------------------------- | -------- |
| Canadá (Canada Rock)                          | 2        |
| Estados Unidos (Hot Rock & Alternative Songs) | 30       |